# ماتياس تشياكيو
ماتياس أليخاندرو تشياكيو (بالإسبانية: Matias Chiacchio)‏ (13 مايو 1988 في نيكوتشيا) لاعب كرة قدم إيطالي الجنسية أرجنتيني المولد يلعب حاليا في نادي الدرجة الأولى ليون الفرنسي في مركز المهاجم .

## المسيرة الرياضية

### البدايات
بدأ تشياكيو مسيرته الرياضية ناشئا في نادي أتلتيكو مدريد الإسباني ثم انتقل إلى نادي رايو ماياداهوندا الإسباني ثم انضم إلى نادي ليتشو حيث شارك في أول مباراة رسمية مع الفريق الأول في بطولة دوري الدرجة الثالثة .

### ليون
أرسل نادي ليون كاشف المواهب جان مارك تشانيليت لاستكشاف أداء ومستوى تشياكيو خلال خلال الخضوع لفترة تجربة واختبار في الفريق الرديف وبعد نجاحه تم التعاقد معه في سنة 2007 .